# Hillerød Stadion
Hillerød Stadion er et sportskompleks i Hillerød. Sportskomplekset bruges i øjeblikket til fodboldkampe. Sportskomplekset blev tidligere brugt til speedway begivenheder.

## Renovation
Hillerød Fodbold spiller på nuværende tidspunkt i Farum Park på grund af divisionsforeningen’s krav omkring Hillerød Stadion. Hillerød Fodbold har lavet en udviklingsplan om Hillerød Stadion. 